# Hypsotropa
Hypsotropa är ett släkte av fjärilar. Hypsotropa ingår i familjen mott.

## Dottertaxa tillHypsotropa, i alfabetisk ordning[1]
- Hypsotropa acidnias
- Hypsotropa acrophaea
- Hypsotropa adumbratella
- Hypsotropa albicostalis
- Hypsotropa albivenalis
- Hypsotropa approximans
- Hypsotropa atakorella
- Hypsotropa baliora
- Hypsotropa biscrensis
- Hypsotropa chionorhabda
- Hypsotropa climosa
- Hypsotropa conifasciata
- Hypsotropa conquistador
- Hypsotropa contrastella
- Hypsotropa costatella
- Hypsotropa costella
- Hypsotropa diaphaea
- Hypsotropa dyseimata
- Hypsotropa ematheudella
- Hypsotropa endorhoda
- Hypsotropa epischnioides
- Hypsotropa euryzona
- Hypsotropa formosalis
- Hypsotropa fuscostrigella
- Hypsotropa graptophlebia
- Hypsotropa grassa
- Hypsotropa heterocerella
- Hypsotropa ichorella
- Hypsotropa illectalis
- Hypsotropa infumatella
- Hypsotropa lactealis
- Hypsotropa laropis
- Hypsotropa laterculella
- Hypsotropa leucocraspis
- Hypsotropa leucophlebiella
- Hypsotropa limbella
- Hypsotropa mabes
- Hypsotropa makulanella
- Hypsotropa monostidza
- Hypsotropa nitens
- Hypsotropa niveicosta
- Hypsotropa ochraceella
- Hypsotropa ochricostella
- Hypsotropa ostinella
- Hypsotropa papuasella
- Hypsotropa paucipunctella
- Hypsotropa periphaea
- Hypsotropa pervittella
- Hypsotropa pleurosticha
- Hypsotropa plinthina
- Hypsotropa polyactinia
- Hypsotropa polysticella
- Hypsotropa psamathella
- Hypsotropa punctinervella
- Hypsotropa purpurella
- Hypsotropa pusillella
- Hypsotropa quadripunctella
- Hypsotropa ramulosella
- Hypsotropa rhodochroella
- Hypsotropa rhodosticha
- Hypsotropa rosectincta
- Hypsotropa roseostrigella
- Hypsotropa rosescens
- Hypsotropa sabuletella
- Hypsotropa sceletella
- Hypsotropa semiluteella
- Hypsotropa semirosella
- Hypsotropa solipunctella
- Hypsotropa strictipennis
- Hypsotropa subcostella
- Hypsotropa syriacella
- Hypsotropa tenuicostella
- Hypsotropa tenuinervella
- Hypsotropa tintilla
- Hypsotropa tripartalis
- Hypsotropa unipunctella
- Hypsotropa wertheimsteini
- Hypsotropa vulneratella
- Hypsotropa zophopleura